# Лада з країни берендеїв
«Лада з країни берендеїв» (рос. «Лада из страны берендеев») — радянський музичний телевізійний фільм-казка, створений на Кіностудії імені О. Довженка у 1971 році. Телепрем'єра відбулася 20 квітня 1972 року.

## Сюжет
Проста дівчина Лада з країни берендеїв вирішила потихеньку від своєї бабусі, відставної Баби-Яги покататися на ступі і потрапила в авіакатастрофу, приземлившись в чужому і ворожому королівстві Магнума IV. Тут за примхою принцеси якраз проводився конкурс співачок, перемога в якому заздалегідь була забезпечена бездарній і бундючній дочці злісного короля, принцесі Маггот. Щоб «забезпечити» перемогу підступний міністр посадив у журі піратів-суддів, привів підкуплених клакерів, обпоїв глядачів дурманними таблетками і навіть найняв снайпера на всякий випадок.

## У ролях

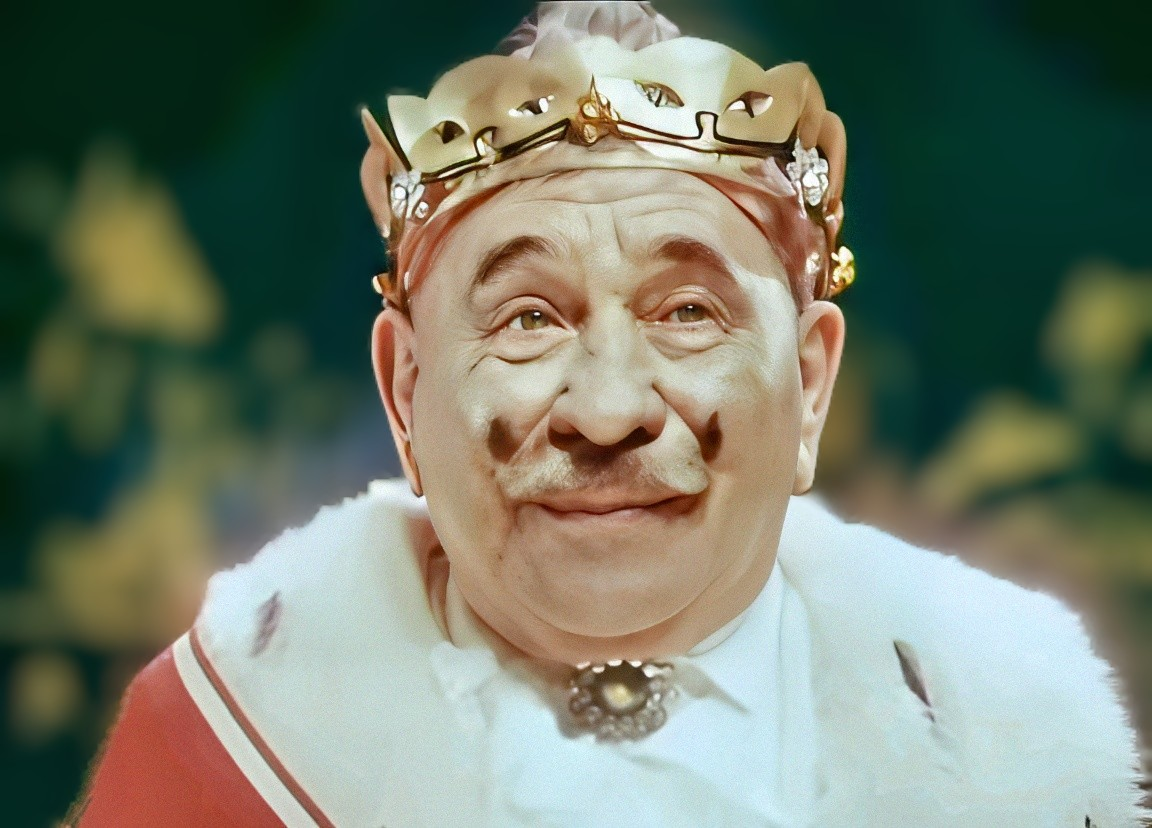
Микола Яковченко у ролі короля Магнума IV

- Світлана Пеліховська — Лада
- Майя Булгакова — бабуся Лади, добра Баба-Яга
- Микола Гринько — Дон Педро, міністр витончених церемоній
- Микола Яковченко — Король Магнум IV
- Володимир Дальський — Альфонсо, шинкар
- Ніна Антонова — Маггот, принцеса
- Іван Миколайчук — Рей, чарівник
- Арсен Ричков — гном Пузік
- Раїса Недашківська — співачка Гамаюн
- Марія Орлова — співачка Сірін
- Маргарита Кошелєва — співачка Сцилла
- Ахсар Ванєєва — співачка Харібда
- Мехрі Абдуллаєва — співачка Шахерезада
- Лев Перфілов — пірат-суддя співочого конкурсу
- Микола Панасьєв — пірат-суддя співочого конкурсу
- Олег Комаров — пірат-суддя співочого конкурсу
- В'ячеслав Воронін — пірат-суддя співочого конкурсу
- Микола Яковченко у ролі короля Магнума IVВолодимир Волков — начальник в'язниці
- Іван Миколайчук у ролі Рея-чарівникаЄвгенія Опалова — королева-бабуся
- Людмила Алфімова — монашка
- Борислав Брондуков — снайпер
- Вадим Голик — пірат
- Лев Окрент — тесля

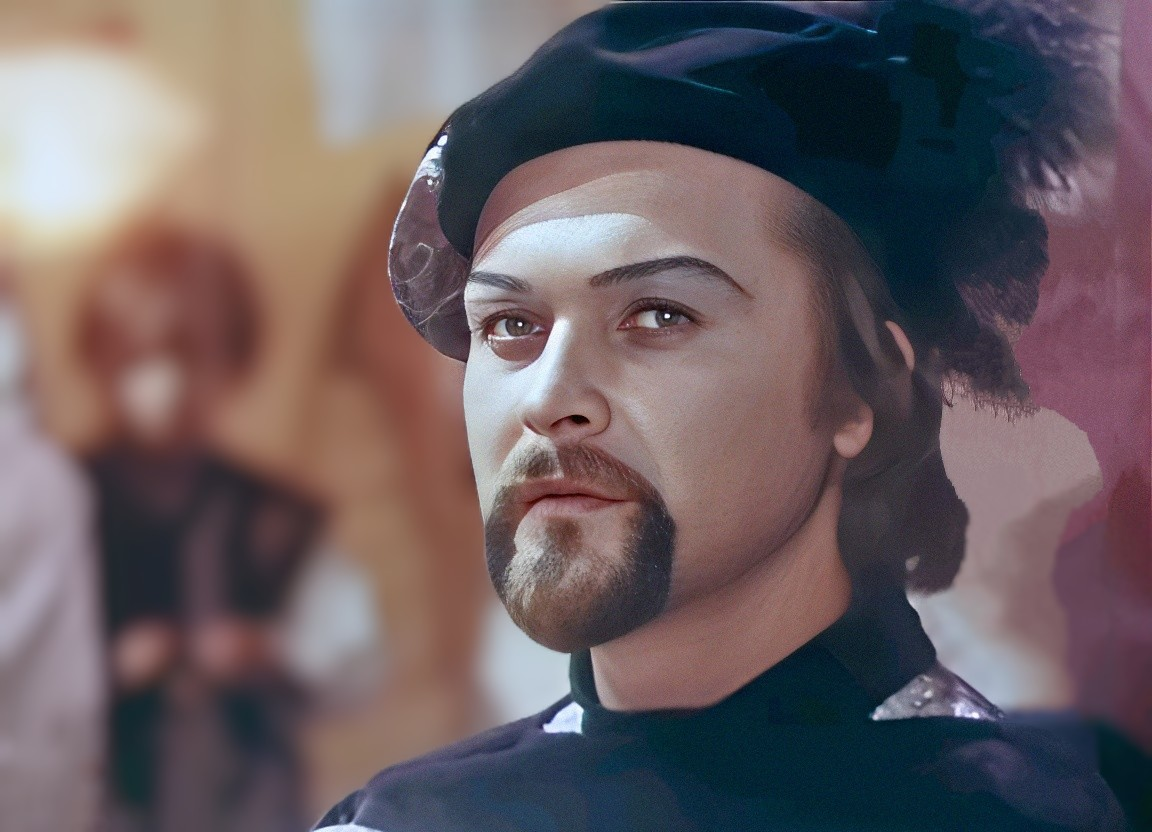
Іван Миколайчук у ролі Рея-чарівника

- Вокальні партії у фільмі виконали українські співачки: С. Канаєва, Г. Кондратюк, Валентина Купріна, Діана Петриненко, Клавдія Радченко, К. Столяр, Галина Туфтіна, А. Яриш

## Знімальна група
- Режисер-постановник: Анатолій Буковський
- Сценарист: Олександр Філімонов
- Оператор-постановник: Ігор Бєляков
- Художник-постановник: Анатолій Мамонтов
- Композитор: Олександр Білаш
- Текст пісень В. Федорова
- Режисер: Леопольд Безкодарний
- Оператор: Л. Ребракова
- Звукооператор: Тетяна Нілова
- Режисер монтажу: Варвара Бондіна
- Редактор: А. Каратєєв
- Художник по костюмах: Л. Коротенко
- Художник по гриму: Галина Тишлек
- Художники-декоратори: Василь Безкровний, Микола Терещенко
- Комбіновані зйомки: художник — Віктор Демінський; оператор — Олександр Пастухов
- Директор картини: Л. Витязь